# 175년

## 연호
- 후한(後漢) 희평(熹平) 4년

## 기년
- 후한(後漢) 영제(靈帝) 8년
- 신라(新羅) 아달라 이사금(阿達羅泥師今) 22년
- 고구려(高句麗) 신대왕(新大王) 11년
- 백제(百濟) 초고왕(肖古王) 10년

## 사건
- 음력 3월, 영제(靈帝)는 유학자들에게 5경의 문자를 바로잡고 그 내용을 당시 의랑(議郞)이었던 채옹에게 고문(古文), 전서(篆書), 예서(隸書) 세가지 글씨로 옮겨쓰게 한 다음 석공에게 그 글씨를 새긴 비석을 세우도록 했다.

## 탄생
- 후한 태위 양표의 아들 양수(楊修)
- 손책의 의형제 주유(周瑜)
- 부간
- 손견의 장남 손책